# Argy
Argy [aʁʒi] ist eine französische Gemeinde mit 574 Einwohnern (Stand 1. Januar 2022) im Département Indre in der Region Centre-Val de Loire; sie gehört zum Arrondissement Châteauroux und zum Kanton Buzançais.

## Geschichte
Die Gemeinde Argy gruppiert sich um das Schloss Argy, das in seiner heutigen Form aus dem 15. Jahrhundert stammt, und dessen Vorgängerbau eher ein Landhaus als eine Burg war. Die Herren von Argy unterstanden den Herren von Buzançais, bis ein Streit zwischen den beiden Familien, der 1461 ausbrach, 1468 dazu führte, dass König Ludwig XI. Argy unmittelbar Tours unterstellte.
Ein Herr von Argy wird erstmals 1115 anlässlich der Gründung der Abtei Notre-Dame du Landais erwähnt; dessen Nachkommen in männlicher Linie besaßen den Ort bis zum Ende des 13. Jahrhunderts. Durch Heirat ging Argy dann an den Herrn von Prungé, dessen Tochter den Ort an die Familie Brillac vererbte, die 1585 ausstarb. Deren Erben aus der Familie Crevant verkauften Argy 1636 an Jean Philippeaux, Herrn von Buzançais, † 1660. 
Weitere Herren von Argy waren nach ihm:
- Elisabeth Blondeau, † 1694, Witwe von Jean Philippeaux
- Jacques-León le Bouthillier de Chavigny, marquis de Beaujeu, und François le Bouthillier de Chavigny, Bischof von Troyes, deren Erben, die 1699 Argy mit
- Paul de Beauvilliers, Duc de Saint-Aignan, tauschten, dem Ehemann von Henriette-Louise Colbert
- Charles-Auguste de Rochechouart de Mortemart, Ehemann von Marie-Anne Colbert
- Louis-François-Charles-Augustin de Rochechouart de Mortemart, deren Sohn, † um 1743 minderjährig
- Paul-Hyppolite de Beauvillers, Charles-François de L'Aubespine und die demoiselles de Montmorency als Erben Augustins

1766 ersteigerte Claude Douet de la Boulaye Argy, dessen Erbe Gabriel-Isaac Douet de a Boulaye 1797 starb.
1790 wurde Argy bei der Einrichtung der Départements zur Verwaltungssitz eines Kantons bestimmt, dem die Gemeinden Ménétréols, Pellevoisin, Sougé und Villegoin angehörten; der Kanton wurde später wieder aufgelöst, die Gemeinden wurden auf verschiedene Kantone verteilt, Argy selbst Buzançais zugeschlagen.

### Bevölkerungsentwicklung
| Jahr                       | 1962 | 1968 | 1975 | 1982 | 1990 | 1999 | 2007 | 2017 |
| Einwohner                  | 1027 | 912  | 796  | 687  | 663  | 614  | 611  | 603  |
| Quellen: Cassini und INSEE |      |      |      |      |      |      |      |      |

## Sehenswürdigkeiten
- Schloss Argy (15. Jahrhundert)
- Kirche Saint-Martin (12. Jahrhundert)
- Krankenhaus Maison-Dieuu, erstmals 1262 erwähnt

## Verkehr

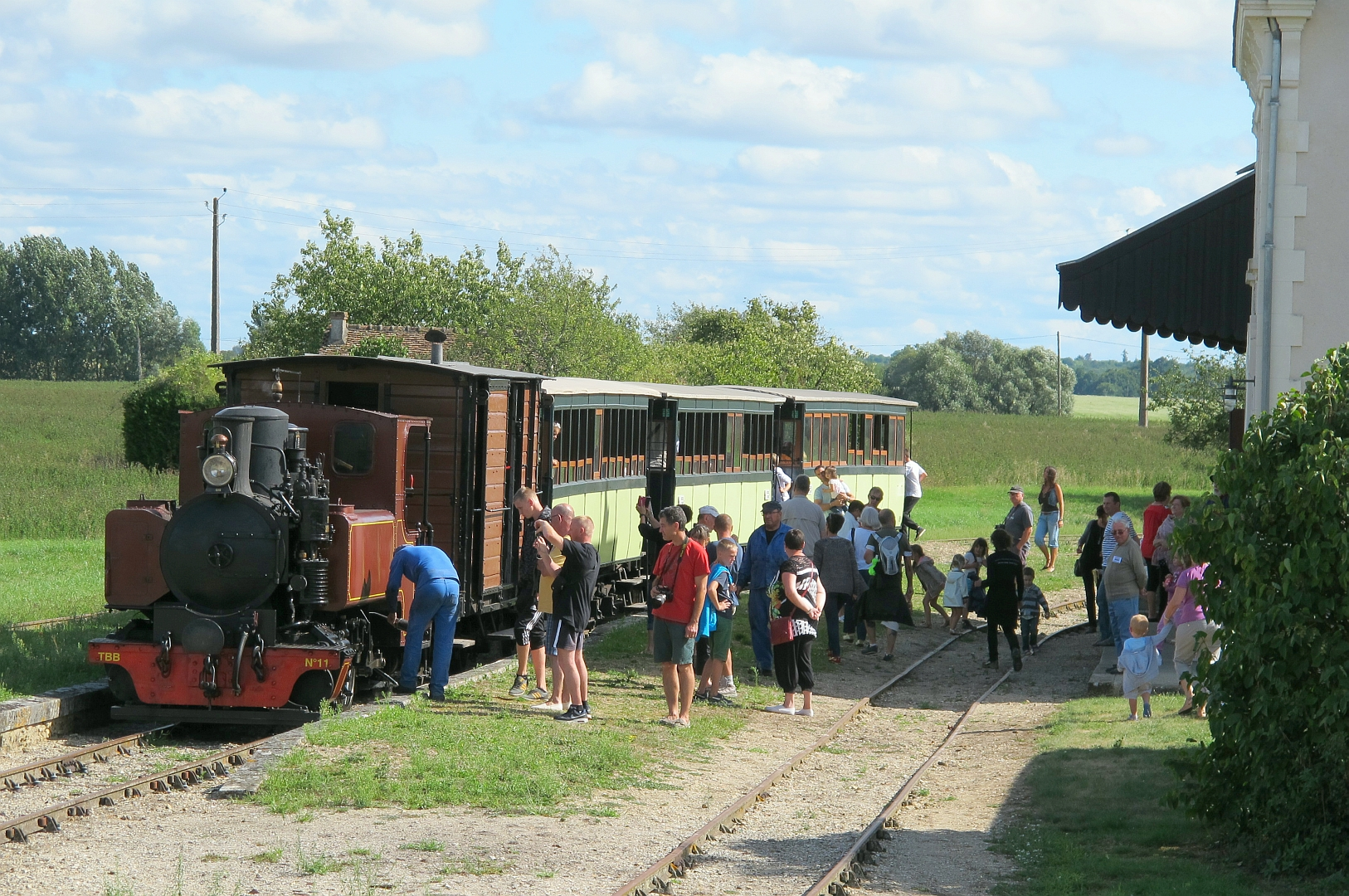
Zug des Train du Bas-Berry im Bahnhof Argy

Argy hat einen Bahnhof an der Bahnstrecke von Le Blanc nach Argent. Der entsprechende Abschnitt der meterspurigen Schmalspurbahn wurde am 17. November 1902 eröffnet. Am 26. September 1980 wurde der Personenverkehr und am 31. Dezember 1988 auch der Güterverkehr eingestellt. Auf dem denkmalgeschützten Streckenabschnitt zwischen Argy und Luçay-le-Mâle führt die Museumseisenbahn Train du Bas-Berry seit 2003 einen touristischen Verkehr mit historischen Fahrzeugen durch.